# Cathédrale de Rovigo
La cathédrale de Rovigo est une église catholique romaine de Rovigo, en Italie. Il s'agit d'une cocathédrale du diocèse d'Adria-Rovigo. Elle est dédiée au pape Étienne sous le nom complet de basilique cocathédrale Saint-Étienne-Pape-et-Martyr (en italien : basilica concattedrale di Santo Stefano Papa e Martire).  

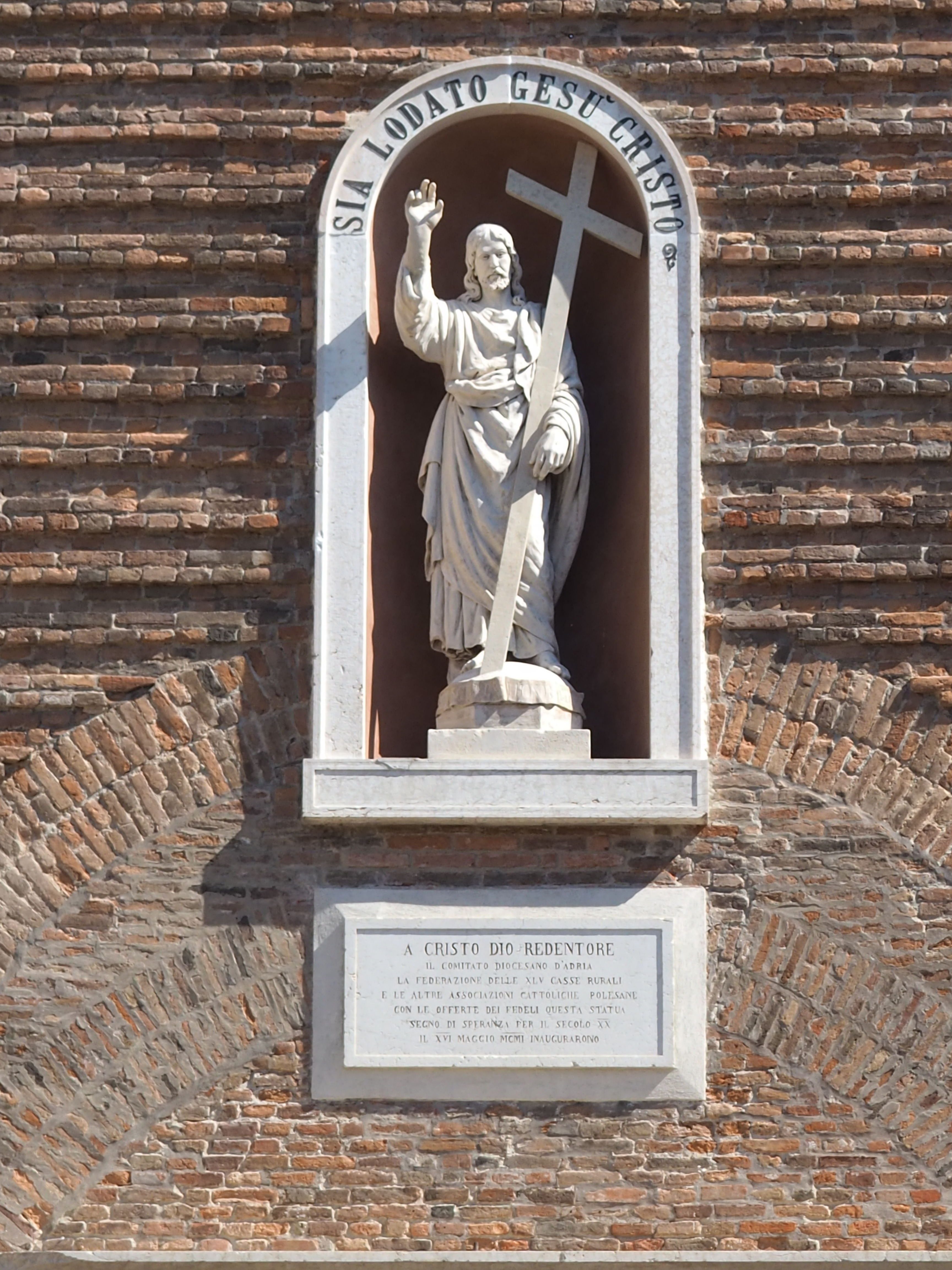
Statue de Jésus-Christ dans la niche du portail de la cathédrale.

### Article lié
- Liste des cathédrales d'Italie